# Trusted Platform Module

Composants internes d'un Trusted Platform Module

Le Trusted Platform Module (TPM, littéralement le module de plateforme fiable) est un standard cryptographique pour cryptoprocesseurs (microcontrôleur destiné à la sécurisation d'un système par intégration de clés de chiffrement dans le matériel), sur laquelle s'appuie la mise en œuvre au niveau matériel d'un système NGSCB. 
Les spécifications techniques de cette norme sont définies par un consortium de l'industrie informatique nommé Trusted Computing Group (TCG). Elle a obtenu en 2009 le standard ISO/IEC 11889 par l'organisation internationale de normalisation et la commission électrotechnique internationale. Après la version 1.2, les spécifications TPM 2.0 ont été publiées en mars 2014.

## Matériel TPM
Les puces TPM (ou puces Fritz) ont été commercialisées à partir de 2006 sur quelques modèles d'ordinateurs portables, principalement dans les gammes professionnelles. Elles sont appelées à être intégrées sur les cartes mères des ordinateurs et autres équipements électroniques et informatiques conformes aux spécifications du Trusted Computing Group.
Sur un ordinateur, la connectivité utilisée pour le TPM est soit un bus LPC, soit un bus SPI.
Les constructeurs actuels de puces TPM sont Atmel, Broadcom, Infineon, Intel, Nuvoton (anciennement Winbond), Sinosun et STMicroelectronics.
Il s'agit d'un équipement passif. Cela signifie qu'il ne peut pas donner d'ordre à l'ordinateur tel que bloquer le système, ou surveiller l'exécution d'une application. Toutefois, il permet de facilement stocker des secrets (tels que des clés de chiffrement), de manière sécurisée.

## Implémentations
Les premières implémentations de la norme TPM prenaient la forme d’une puce connectée sur la carte mère par un port LPC (en) ou SPI. Par la suite, le module a été intégré au micrologiciel de la carte mère, dans un environnement d’exécution distinct. Sous cette forme, le module prend les noms commerciaux fTPM chez AMD ou Platform Trust Technology chez Intel.
Le TPM (ou puces Fritz) est mis en avant lors de la présentation de Windows 11. En effet, Microsoft impose la présence de ce composant pour l’installation de ce système d'exploitation.
Depuis 2016, Microsoft exige que les PC commercialisés avec Windows 10 soient compatibles TPM 2.0.
Dans les appareils nomades, une norme similaire a été développée sous le nom Trusted execution environment (en) (TEE). Celle-ci est implémentée par ARM sous la marque TrustZone.